# Franz Radziwill
Franz Radziwill, né le 6 février 1895 et mort le 12 août 1983, est un peintre allemand.

## Biographie
Franz Radziwill porte de l'intérêt à l'irrationalité des œuvres de Die Brücke et de Chagall, il séjourne souvent à Berlin au début des années 1920. 
Dès 1933, il rejoint le NSDAP. En 1935, des membres du parti nazi dénoncent ses créations des années passées, les qualifiant d'art dégénéré. Il continue cependant à bénéficier du soutien du régime jusqu'en 1938.
Il s'opposera ensuite à l'abstraction, adoptant le style qui lui est propre, qualifié de réaliste magique. Le thème des dangers du développement technologique moderne sera central dans son œuvre mais son adhésion au parti nazi lui est aujourd'hui fréquemment reprochée.